# Jonathan Dwight
Jonathan Dwight V. (* 8. Dezember 1858 in New York City; † 22. Januar 1929 ebenda) war ein US-amerikanischer Arzt und Ornithologe.

## Leben und Wirken
Jonathan Dwight entstammte väterlicherseits einer alten Puritanerfamilie, mütterlicherseits stammte er von Einwanderern aus den Niederlanden ab, die sich vor langer Zeit in Manhattan niedergelassen hatten. Er wurde am 8. Dezember 1858 im Haus seiner Großmutter in New York als Sohn von Jonathan und Julia Lawrence (Hasbrouck) Dwight geboren. Er wuchs in seinem Elternhaus in Madison, New Jersey auf und besuchte dort drei Jahre lang das Madison Classical Institute. In New York bekam er einige Zeit Privatunterricht und ging ab 1876 auf die Harvard University. Dort besuchte er die Treffen des Nutall Ornithological Clubs. Schon vorher hatte er sich für Vögel interessiert, nun aber bekam dieses Interesse zunehmend wissenschaftlichen Charakter. Seit 1872 hatte er mit dem Sammeln von Vogeleiern begonnen, seit 1878 sammelte er auch Nester und Bälge, die er mit viel Geschick präparierte und akkurat beschriftete. Innerhalb kurzer Zeit wuchs seine Sammlung auf 110 Exemplare aus 65 Arten an. Ab 1879 begann er, kleinere ornithologische Mitteilungen zu veröffentlichen.
1880 schloss er sein Studium in Harvard ab und nahm eine Vertragstätigkeit bei seinem Vater an, der als Bauingenieur im Eisenbahnbau tätig war. Diese führte ihn nach Florida, wo er aber schon im Frühjahr 1881 ernsthaft erkrankte und erst 1883 seine Arbeit wieder aufnehmen konnte. Nebenbei hatte er aber seine sammlerische Tätigkeit fortgesetzt. Am 26. September des gleichen Jahres wurde er bei der Gründungsveranstaltung der American Ornithologists’ Union (A.O.U.) zum Gesellschafter gewählt.
In den folgenden fünf Jahren widmete er sich der Arbeit und der Ornithologe gleichermaßen und unternahm Reisen nach New Brunswick, Nova Scotia, Prince Edward Island und Québec. 1889 trat er dem 7. New Yorker Regiment der Nationalgarde bei und wurde zum Gewehrschützen ausgebildet. Aufgrund seiner Tätigkeit im Sanitätskorps entwickelte er ein Interesse für Medizin, so dass er bald darauf ein Medizinstudium an der Columbia University aufnahm, das er 1893 abschloss.
Neben seiner Tätigkeit für das New York Hospital und die Vanderbilt Clinic unterhielt er dann für einige Jahre eine private Praxis, bevor er sich zugunsten der ornithologischen Tätigkeit ins Privatleben zurückzog. Gezielt vervollständigte er nun seine Sammlungen und beschaffte sich sein Material auch unter schwierigen Bedingungen. Er beschäftigte sich ausführlich mit Federkleidern und -fluren und konnte so entscheidende Erkenntnisse über Mauserabfolgen gewinnen, die er in seiner Abhandlung The sequence of plumages and moults of the passerine birds of New York von 1900 veröffentlichte. Er widerlegte damit die zuvor herrschende Ansicht, Federkleider würden sich durch Pigmentveränderungen in den ausgewachsenen Federn verändern. Dwight widmete sich der kritischen Untersuchung von Unterarten und war aufgrund seines Fachwissens die maßgebliche Instanz im Komitee für Klassifikation und Nomenklatur der A.O.U.
Seine Sammlung wuchs bald über den zur Verfügung stehenden Platz hinaus, so dass er ab 1904 zunächst Teile in das American Museum, ab 1906 in ein Gebäude im Besitz des befreundeten Ornithologen Louis Bennett Bishop in New Haven auslagerte. Dieser verfügte selbst über eine umfassende Sammlung. 1909 wurde auch hier der Platz knapp, so dass das Museum wiederum größere Räumlichkeiten zur Verfügung stellte. Diese wurden zu einer vielgenutzten Arbeitsstätte für Ornithologen und das Museum überließ Dwight nahezu die gesamte sammlerische Tätigkeit für nordamerikanische Arten, um die eigenen Kapazitäten für den Ausbau einer Südamerika-Sammlung zu nutzen. Dwight vervollständigte das Ganze später durch den Ankauf von Sammlungen aus Mittelamerika. Zum Zeitpunkt seines Todes umfassten seine Sammlungen etwa 65.000 Bälge, Nester und Eier, die er zum größten Teil dem American Museum, zum Teil dem Museum in Springfield vermachte. Einzigartig war auch seine ornithologische Bibliothek.
Für die A.O.U. war Dwight von 1903 bis 1920 Schatzmeister, danach wurde er Vizepräsident und von 1923 bis 1926 Präsident. Ferner war er in der National Audubon Society aktiv und saß der Linnean Society of New York vor, von der er kurz vor seinem Tod ausgezeichnet wurde.
Dwight war zweimal verheiratet. Seine erste Frau Georgina Gertrude Rundle heiratete er 1901. Sie verstarb 1903. Seine zweite Frau Ethel Gordon Wishart Adam heiratete er 1914.

## Werke (Auswahl)
- The sequence of plumages and moults of the passerine birds of New York, Annals of the New York Academy of Sciences 13, 1900, S. 73–360
- Description of a new race of the Lesser Black-backed Gull from the Azores, American Museum Novitates 44, S. 1–2, New York 1922, PDF
- The gulls (Laridae) of the world; their plumages, moults, variations, relationships and distribution, Bulletin of the American Museum of Natural History, Bd. 52, Art. 3, S. 63–401, New York 1925